# Sandgrube bei Heinleinshof
Die Sandgrube bei Heinleinshof ist eine ehemalige Sandabbaufläche bei Burgthann im mittelfränkischen Landkreis Nürnberger Land in Bayern.

## Lage
Die Sandgrube befindet sich etwa einen Kilometer südöstlich von Burgthann und 800 Meter nordwestlich des Burgthanner Gemeindeteils Heinleinshof auf etwa 419 m ü. NHN.

## Beschreibung

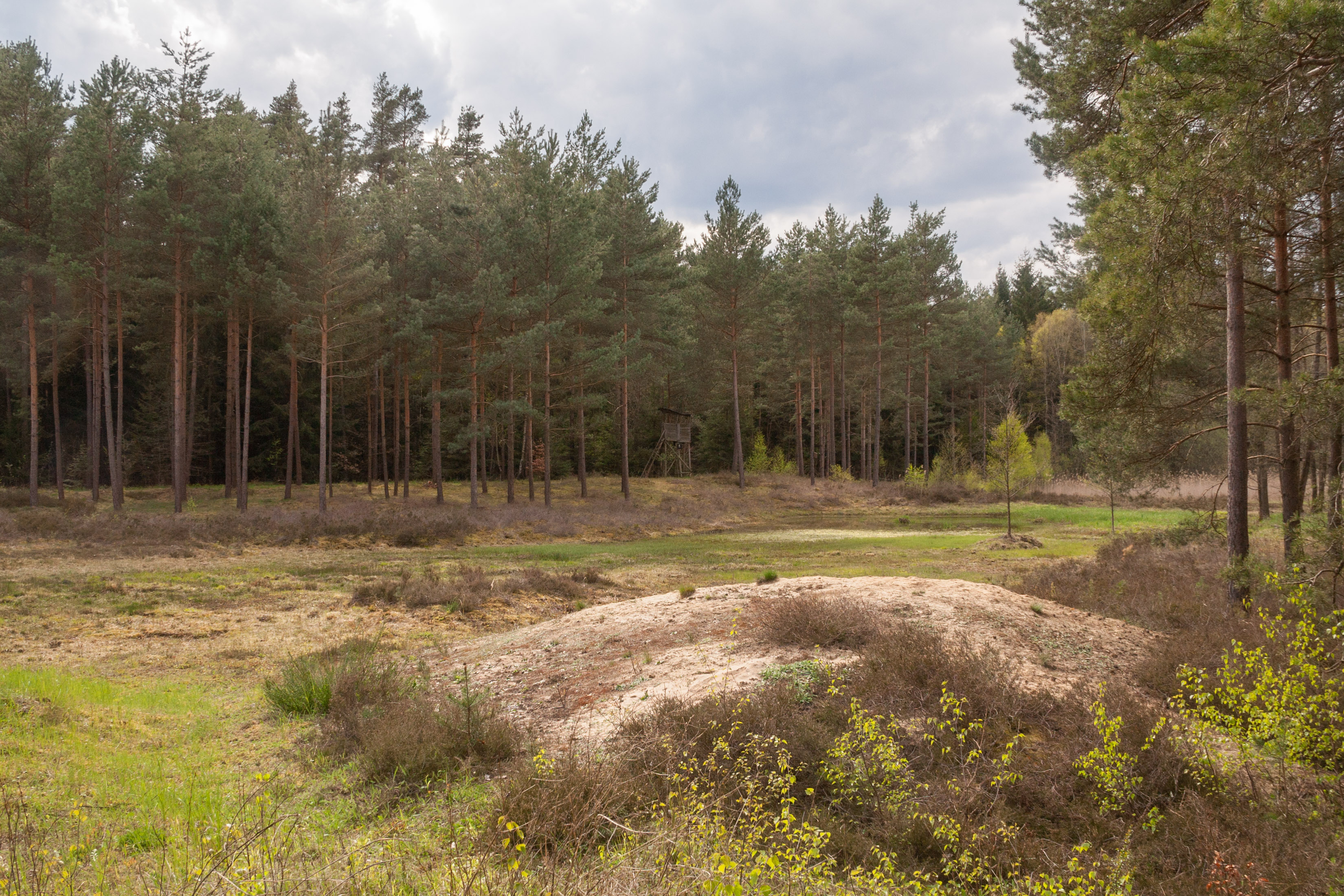
Typische Offenfläche

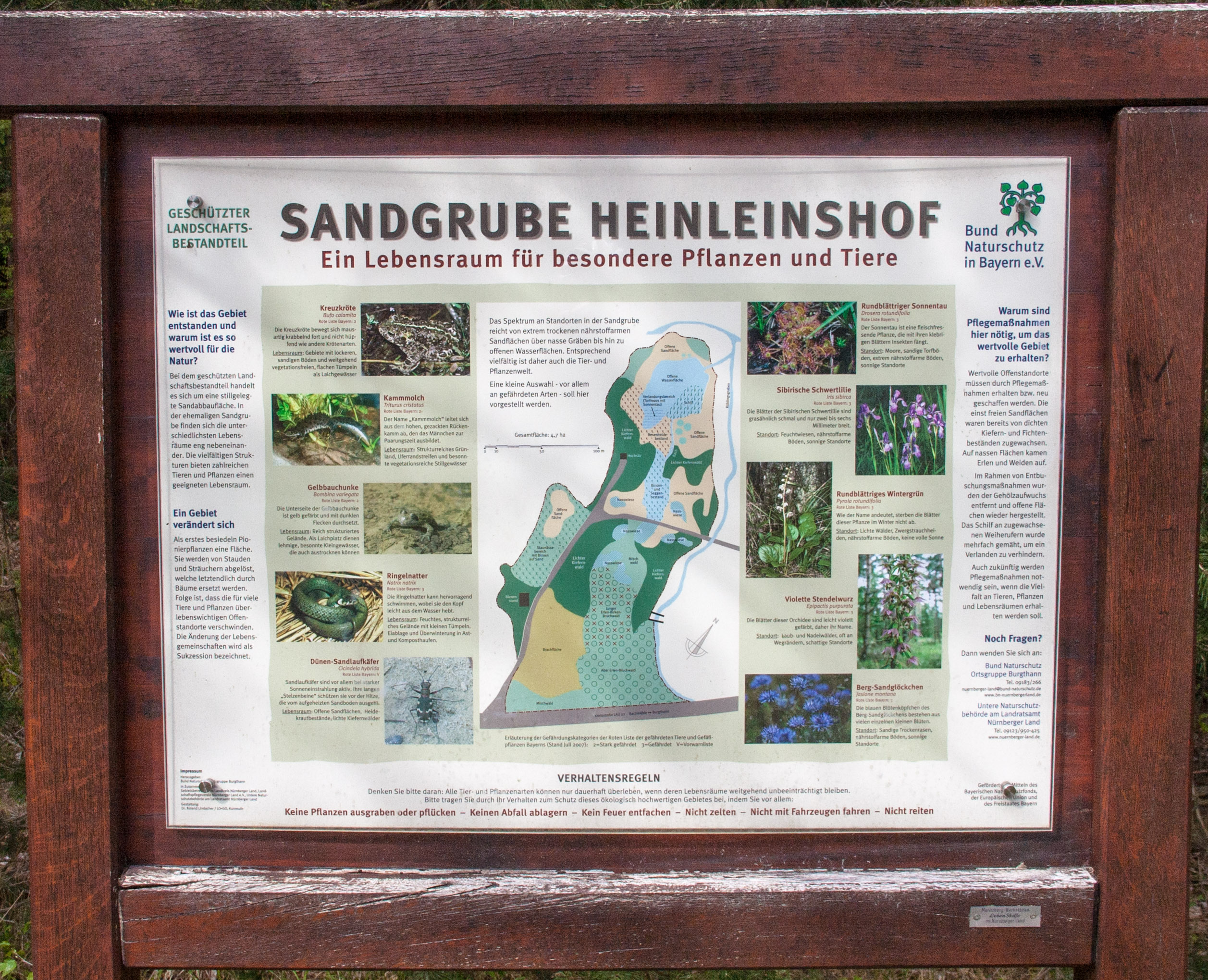
Infotafel vor Ort

Die stillgelegte Sandgrube ist seit dem 1. Februar 2003 als geschützter Landschaftsbestandteil ausgewiesen. Hier befinden sich auf einer Fläche von etwa 4,7 ha unterschiedliche Lebensräume eng beisammen. Die vielfältigen Strukturen bieten einen Lebensraum für zahlreiche Tiere und Pflanzen. Das Spektrum reicht von extrem trockenen und nährstoffarmen Sandflächen über nasse Gräben mit feuchtem Erlenbruchwald bis hin zu offenen Wasserflächen. Das Gelände bietet gefährdeten Arten wie Kreuzkröte, Kammmolch, Gelbbauchunke, Ringelnatter, Dünen-Sandlaufkäfer, Sonnentau, Kopfbinse, Wintergrün, Stendelwurz, Berg-Sandglöckchen, Sumpfbärlapp und Sibirische Schwertlilie einen geeigneten Lebensraum.
Das Areal unterliegt einer ständigen Veränderung (Sukzession) der entstehenden Lebensgemeinschaften. Zunächst besiedelten Pionierpflanzen die aufgelassenen Flächen. Sie wurden dann von Stauden und Sträuchern abgelöst und letztendlich von Bäumen ersetzt. Dadurch verschwinden auch für Pflanzen und Tiere lebenswichtige Offenstandorte.
Seit 2005 betreut und pflegt die Ortsgruppe Burgthann des Bund Naturschutz die ehemalige Sandgrube. Die Fläche wird regelmäßig entbuscht, Gehölz entfernt und das Schilf gemäht, um Verlandungen der Uferzonen vorzubeugen. Es gilt, die ursprünglichen Offenflächen als Lebensraum zu erhalten.